# Berkeley Barb
El  Berkeley Barb  era un  periódico underground  que era publicado en  Berkeley, California, desde 1965 a los 1980s.  Fue el primero y el más influyente de los periódicos de contracultura  a finales de los 1960s,  cubriendo temas como el el movimiento antibelicista y el   Movimiento por los derechos civiles en Estados Unidos  como los cambios propuestos por la generación joven.

## Historia
El periódico fue fundado en agosto de 1965 por Max Scherr,  quien antes había sido dueño del Bar Steppenwolf  en Berkeley. Scherr fue editor de periódicos emergentes desde mediados de los -1970s.  
El  Barb tenía un gran desafío de noticias políticas , particularmente concernientes a la  Guerra de Vietnam y políticas locales referentes a la  University of California. También s ervía de vector de avisos de bandas de música y estaba dentro de los primeros periódicos underground que publicaban avisos personales sexuales explícitos , dentro de la política de sexo libre. 
En 1970, Scherr vendió el periódico a Allan Coult, profesor de Antropología de Berkeley . En 1978 los avisos sexuales fueron separados en una publicación separada , Spectator Magazine. Sin avisaje, The Barb quedó fuera del negocio en menos de un año y medio ; el último ejemplar fue el del 3 de julio de , 1980. El  Spectator Magazine cesó su publicación en octubre del 2005. Scherr murió menos de un año después

## La cáscara de plátano y otros mitos urbanos
Max Scherr tenía un fino humor satírico y uso al  Barb como vehículo para comedias y noticias. Una de las tapas más famosas del  Barb' mostraba a un joven con una cadena alrededor de su cerebro . Otra tapa, impresa en verde, mostraba el cuerpo de un cerdo muerto. Los encabezados decía ¡Muerte de cerdos! (en el slang cerdo es policía ). Se vendió rápidamente ya que los lectores pensaron que había sido una masacre de policías. Al leer no era lo que pensaban. 
En marzo de 1967 Scherr, ideando un truco que obligaraa las autoridades a prohibir las bananas, hizo una historia satírica afirmando que se había descubierto en las bananas, la "bananadina", un supuesto Psicotrópico  que si se fumaba, se lograba un efecto similar al del opio o de la psilocibina. (El Barb puede haber sido inspirado en la canción de Donovan de 1966 song "Mellow Yellow", con su letra  "Electrical banana/Is gonna be a sudden craze"; Donovan, a su vez, se inspiró en un  vibrador en forma de banana.) El mito fue creído y se mantuvo vivo en los grandes medios, siendo perpetuado después de que  William Powell lo incluyó en su The Anarchist Cookbook. Robos de bananas en los supermercados ocurrieron, reminiscencias de aquellos ocurridos apenas salió la historia a circulación. Un artículo del New York Times acerca de drogas ilícitas de  Donald Louria MD, afirmó que "los raspados de banana proveen — acaso—una experiencia moderada psicodélica." La  Food and Drug Administration (FDA) fue forzada a hacer una investigación intensa sobre el tema, que concluyeron que las cáscaras de plátano no son psicodélicos. Las cáscaras tienen una considerable cantidad de tolueno, el cual también es hallado en el adhesivo de aviación.
El Barb también fue objeto de mitos urbanos. En el memorial del fundador del, movimiento Yippie, Stew Albert, se contó la siguiente historia: 

Una víctima de Albert fue  Max Scherr, editor del Berkeley Barb, cuando  el legendario diario del movimiento afirmó que ""Un montón de judíos se estaban convirtiendo al Budismo entonces, Albert había planeado el mito , de que había recibido un informe de que todos los budistas de Japón se estaban convirtiendo al Judaísmo. "Scherr publico la carta.
 Paul Glusman 